# 700MHz利用推進協会
一般社団法人700MHz利用推進協会（ななひゃくめがへるつりようすいしんきょうかい、英: Association of 700MHz Frequency Promotion）は、700MHz帯を割り当てられた携帯電話の電気通信事業者が、この周波数帯を利用するにあたり問題となる事項を処理をするために設立した非営利団体である。

## 設立の経緯
2012年（平成24年）6月にNTTドコモ、KDDI、沖縄セルラー電話及びイー・アクセス（現ソフトバンク）の携帯電話事業者4社の第3.9世代移動通信システム用特定基地局の開設計画が認定
された。この特定基地局の周波数773-803MHzは、2019年（平成31年）3月まではFPU（770-806MHz）や特定ラジオマイク（779-806MHz）と共用するものとしている。また、710-770MHz（旧テレビ53-62ch）にも隣接しており、すでに地上デジタルテレビ放送は470-710MHz（13-52ch）に限定されているが、テレビ受信に旧式ブースター（増幅器）を使用していると、旧式ブースターは470-770MHz（13-62ch）の電波を増幅するので基地局の電波により飽和して受信障害が出るおそれがある。症状は、テレビ受像機の画面が映らなくなる、固まる（フリーズ）、ブロックノイズが現れるなど

である。
携帯電話事業者4社は、既存のFPUや特定ラジオマイクの無線設備の新たな周波数帯への移行促進とテレビ放送の受信障害対策を共同で行うこととし、これらの事業を一元的に進めるために本協会を一般社団法人として設立した。

## 事業
1. 700MHz帯を使用するFPUの新周波数帯への移行措置の実施
2. 700MHz帯を使用する特定ラジオマイクの新周波数帯への移行措置の実施
3. 3.9世代移動通信システムの普及のための特定基地局の開設に伴い発生するおそれのある地上デジタルテレビ放送の受信障害の防止又は発生した受信障害の解消対策の実施

上記1.と2.として、FPUと特定ラジオマイクに対し電波法令に基づく終了促進措置を行う。
終了促進措置とは、従前は移行に要する費用は既存無線局側が負担するものであったが、新たな周波数の利用者側つまり携帯電話事業者が負担し、新周波数帯への移行を促進しようとするものである。
上記3.として、基地局を開設する際は、事前に本協会がテレビブースター対策を行う。具体的には、基地局周辺のテレビ受信設備に新型ブースターへの交換、フィルタの挿入などの受信障害対策を要するかを確認し、対策を実施をする。対策にかかる費用は全て本協会が負担し、視聴者に対する費用請求は無い。
また、「700MHzテレビ受信障害対策コールセンター」を設置し、一般からの問合せに対応する。

### DHマーク710
電子情報技術産業協会（JEITA）は、家庭用地上デジタルテレビ受信のアンテナ、ブースター、分配器、分波器などの機器について審査を行い、一定以上の性能を有する機器を登録し、「デジタルハイビジョン受信マーク」（DHマーク）を付与している。この中で、新しい地上テレビ放送の周波数帯（470-710MHz）に対応したブースターには「デジタルハイビジョン受信マーク710」（DHマーク710）を付与するとしている。
受信障害対策がなされているか否は、このマークを確認すればよい。

## 沿革
2012年（平成24年）
- 12月3日 - 一般社団法人として設立

2015年（平成27年）
- 3月2日 - 既存のFPUおよび特定ラジオマイクの全利用者と携帯電話事業者との合意による周波数の共用開始を控え、周波数共用調整の窓口を開設[5]
- 3月30日 - 周波数共用開始

2018年（平成30年）
- 5月31日 - 周波数共用終了
- 7月3日 - 周波数共用終了に伴い、周波数共用調整の窓口を閉鎖[6]

2023年（令和5年）
- 10月23日 - 楽天モバイルの特定基地局の開設計画を総務省が認定[7]
- 11月 - 楽天モバイルが加入

## 構成
2024年（令和6年）10月1日現在
正会員
- NTTドコモ
- KDDI（沖縄セルラー電話はKDDIと共同で共通ブランドauを実施しており、auを代表してKDDIが会員となっている。）
- ソフトバンク
- 楽天モバイル

賛助会員
- 無線機器・アンテナの製造業者、施工業者およびレンタル業者など39社